# 日本橋浜町
日本橋浜町（にほんばしはまちょう）は、東京都中央区の町名で、旧日本橋区に当たる日本橋地域内である。現行行政地名は日本橋浜町一丁目から三丁目。住居表示実施済区域。

## 概要
日本橋地域内で1番の人口を誇る。明治座や浜町公園が存在し、観光客や地元周辺の人たちが多く訪れる町である。
かつては個人商店のみで、食料品の買い物に不便であったが、当地を含む周辺エリアの住民の増加に伴い出店が進み、2000年代に日本橋浜町Fタワーの再開発事業を皮切りに利便性が向上したエリアである。
中央区が定める正式な英語ローマ字表記は Nihonbashi-hamacho である。

## 地理
日本橋地域の東側に位置し、江東区（新大橋）との区境に当たる。かつての浜町川を埋め立てた浜町緑道を跨いで日本橋人形町と接する。
河川・橋
- 隅田川
  - 新大橋

## 歴史
旧日本橋浜町の町域に、かつての日本橋久松町の一部を吸収し、現在の日本橋浜町の形になった。江戸時代は、広大な武家屋敷が存在した。浜町川が流れていた。

## 世帯数と人口
2023年（令和5年）1月1日現在（中央区発表）の世帯数と人口は以下の通りである。
| 丁目             | 世帯数    | 人口     |
| ---------------- | --------- | -------- |
| 日本橋浜町一丁目 | 1,291世帯 | 2,229人  |
| 日本橋浜町二丁目 | 2,831世帯 | 5,031人  |
| 日本橋浜町三丁目 | 2,786世帯 | 4,927人  |
| 計               | 6,908世帯 | 12,187人 |

### 人口の変遷
国勢調査による人口の推移。
| 年                 | 人口   |
| ------------------ | ------ |
| 1995年（平成7年）  | 3,675  |
| 2000年（平成12年） | 4,498  |
| 2005年（平成17年） | 6,134  |
| 2010年（平成22年） | 8,046  |
| 2015年（平成27年） | 9,945  |
| 2020年（令和2年）  | 11,778 |

### 世帯数の変遷
国勢調査による世帯数の推移。
| 年                 | 世帯数 |
| ------------------ | ------ |
| 1995年（平成7年）  | 1,536  |
| 2000年（平成12年） | 2,180  |
| 2005年（平成17年） | 3,547  |
| 2010年（平成22年） | 4,460  |
| 2015年（平成27年） | 5,686  |
| 2020年（令和2年）  | 6,498  |

## 学区
区立小・中学校に通う場合、学区は以下の通りとなる（2025年4月現在）。
| 丁目             | 番地                     | 小学校             | 中学校               | 備考                                                            |
| ---------------- | ------------------------ | ------------------ | -------------------- | --------------------------------------------------------------- |
| 日本橋浜町一丁目 | 全域                     | 中央区立久松小学校 | 中央区立日本橋中学校 |                                                                 |
| 日本橋浜町二丁目 | 1～5番 18～30番 43～59番 | 中央区立久松小学校 | 中央区立日本橋中学校 | 小学校は調整区域。以下の小学校と選択可能。 ・中央区立有馬小学校 |
| 日本橋浜町二丁目 | その他                   | 中央区立久松小学校 | 中央区立日本橋中学校 |                                                                 |
| 日本橋浜町三丁目 | 全域                     | 中央区立有馬小学校 | 中央区立日本橋中学校 |                                                                 |

## 事業所
2021年（令和3年）現在の経済センサス調査による事業所数と従業員数は以下の通りである。
| 丁目             | 事業所数  | 従業員数 |
| ---------------- | --------- | -------- |
| 日本橋浜町一丁目 | 130事業所 | 2,819人  |
| 日本橋浜町二丁目 | 520事業所 | 10,805人 |
| 日本橋浜町三丁目 | 276事業所 | 7,272人  |
| 計               | 926事業所 | 20,896人 |

### 事業者数の変遷
経済センサスによる事業所数の推移。
| 年                 | 事業者数 |
| ------------------ | -------- |
| 2016年（平成28年） | 954      |
| 2021年（令和3年）  | 926      |

### 従業員数の変遷
経済センサスによる従業員数の推移。
| 年                 | 従業員数 |
| ------------------ | -------- |
| 2016年（平成28年） | 16,613   |
| 2021年（令和3年）  | 20,896   |

### 主な企業
- エヌ・ティ・ティ・インフラネット 本社
- ギンビス 本社
- クレハ 本社
- 建設技術研究所 本社
- カゴメ 東京本社
- 東京テレビセンター - 映画・アニメ作品等の撮影・録音スタジオ
- ベースボール・マガジン社本社

## 地域
施設
- 中央区立総合スポーツセンター - 浜町公園敷地内
- 浜町区民館
- 浜町メモリアル - 浜町公園敷地内

公園
- 浜町公園 - 中央区を代表する公園の一つ
- 浜町緑道 - かつての浜町川を埋め立てた公園

ホテル
- 東横INN東京駅新大橋前
- アパホテル〈日本橋浜町駅南〉

## 観光
- 荒汐部屋 中央区唯一の相撲部屋
- 明治座

## 交通
鉄道
- 都営地下鉄新宿線 ○浜町駅 - 副駅名として明治座前が使用されている。

バス
- 都営バス錦11 浜町中の橋 / 日本橋浜町二丁目
- 都営バス秋26 久松町（葛西駅行） / 浜町中の橋 / 清洲橋
- 中央区コミュニティバス北循環 浜町一丁目 / 浜町駅 / 浜町三丁目 / 浜町敬老館
- メトロリンク日本橋 Eライン 浜町2丁目明治座前 / 浜町3丁目トルナーレ前

水上バス
- 東京水辺ライン 浜町発着場

道路
- 東京都道・千葉県道50号東京市川線（新大橋通り）
- 清洲橋通り（特別区道中日第3号線、東京都道474号浜町北砂町線）
- 金座通り（特別区道中日第6号線）
- 浜町河岸通り（特別区道中日第6号線）

首都高速道路・出入口
- 首都高速6号向島線
- 浜町出入口
- 清洲橋出口

## 画像

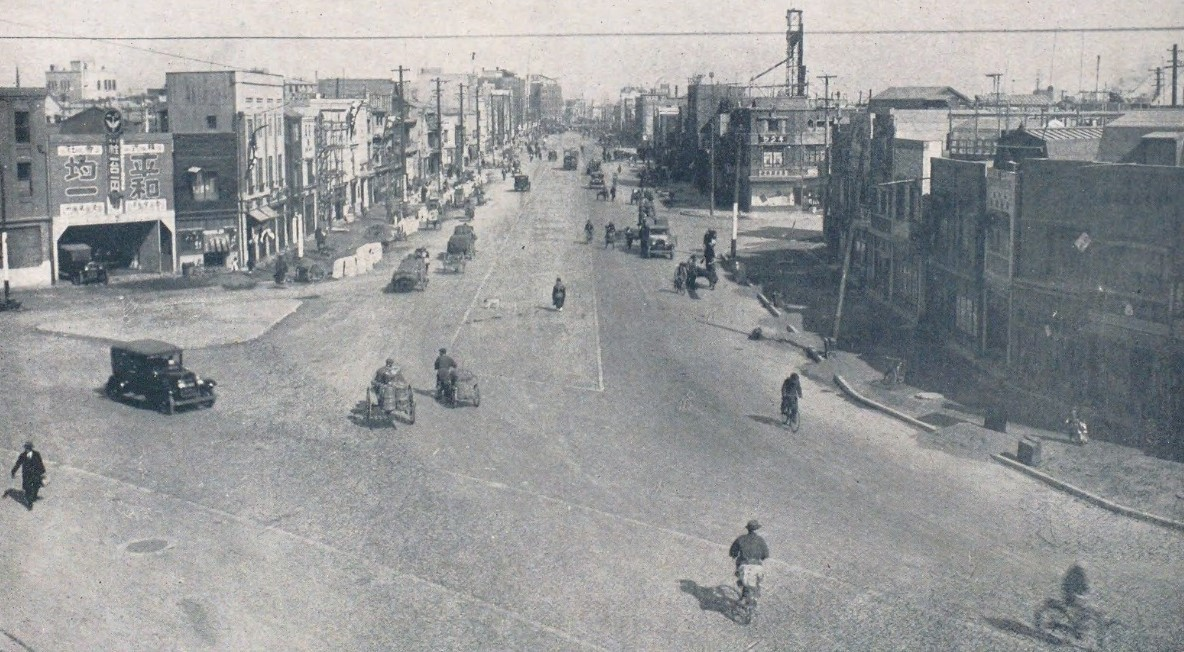
1920年代の金座通り。架空線は全て地下に整理され、近代的な通りだった。左角にタクシー会社

## 出身人物
- 田中四郎左衛門 - 資産家、呉服商、槌屋、日章火災海上再保険専務取締役[15]。
- 三木のり平 - 俳優、コメディアン。
- 小林のり一 - コメディアン。

## その他

### 日本郵便
- 郵便番号 : 103-0007[3]（集配局 : にほんばし蔵前郵便局[16]）。

### 管轄等
- 久松警察署 - 当地周辺を管轄する。（所在地：日本橋久松町）
- 日本橋消防署 - 当地周辺を管轄する。（所在地：日本橋兜町）